# Cinzia Maltese
Rita Cinzia Maltese, nota come Cinzia Maltese (Milano, 20 gennaio 1961 – Milano, 7 gennaio 2002) è stata una giornalista e conduttrice televisiva italiana.

## Biografia
Sorella minore di Curzio Maltese, nota firma de la Repubblica, è cresciuta a Sesto San Giovanni ed è stata a sua volta giornalista per Rai Sport.
Ha condotto dal 1995 al 2001 Domenica Sportiva Estate assieme a Paola Arcaro, ed è stata vice caporedattore di Rai Sport a Milano, oltre che inviata di numerose trasmissioni sportive.
Afflitta dal 1998 da una grave neoplasia, ha lavorato comunque instancabilmente, ed è morta all'inizio del 2002 all'Istituto Nazionale dei Tumori di Milano, all'età di 40 anni, lasciando il marito e collega Paolo Marchi, giornalista sportivo de Il Giornale nonché gastronomo, e due figli. Dopo il funerale, la mattina del 10 gennaio nella chiesa di Santa Maria Segreta, è stata sepolta al cimitero maggiore di Milano; i suoi resti sono stati in seguito posti in una celletta.